# Las Toscas (Tacuarembó)
Las Toscas és una entitat de població del departament de Tacuarembó, al centre-nord de l'Uruguai. Es troba sobre la ruta 26, 6,5 quilòmetres al nord-oest del seu encreuament amb la ruta nacional 6, i 60 quilòmetres al sud-est d'Ansina. El rierol Caraguatá forma el límit occidental del poble.

## Població
Segons les dades del cens de 2004, Las Toscas tenia una població aproximada de 781 habitants.
| Any  | Població |
| ---- | -------- |
| 1975 | 175      |
| 1985 | 461      |
| 1996 | 651      |
| 2004 | 781      |
| 2011 | 1142     |

Font: Institut Nacional d'Estadística de l'Uruguai